# Altiplà d'Ustiurt

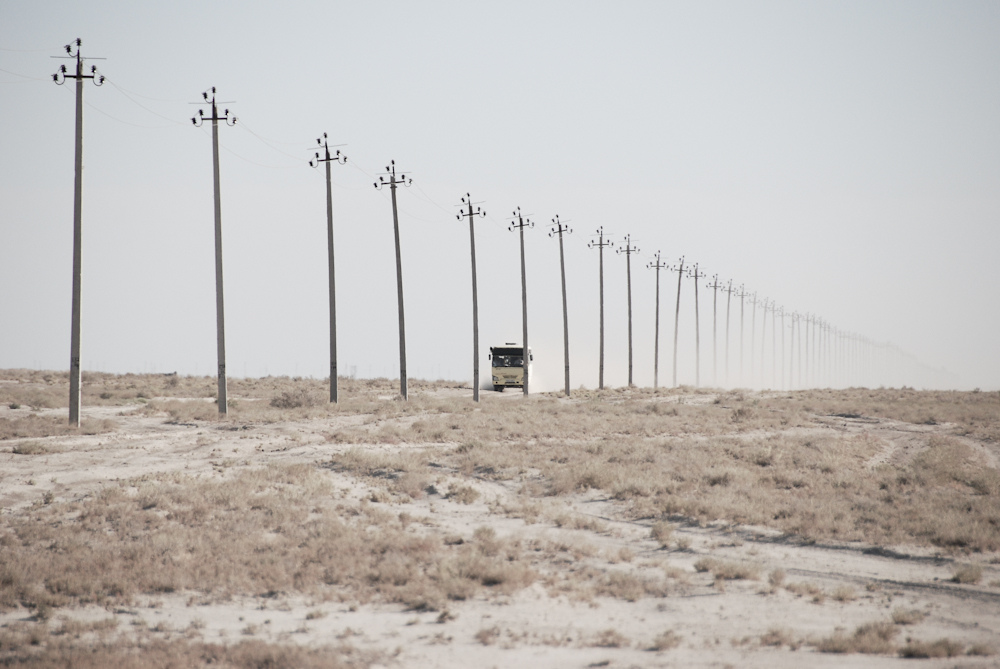
L'erm de l'altiplà d'Ustiurt a Karakalpakistan, Uzbekistan.

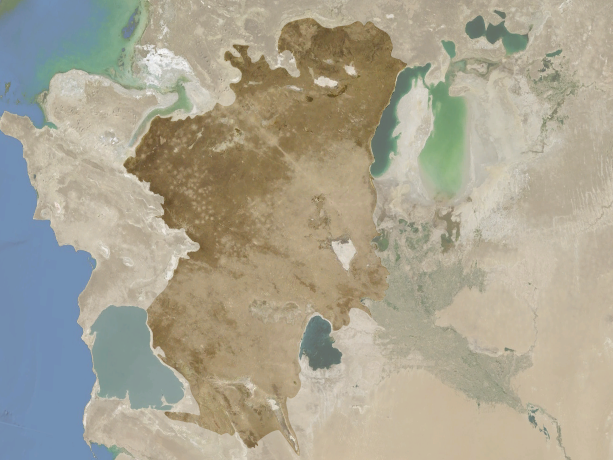
Vista de satèl·lit de l'altiplà d'Ustiurt (ressaltada) entre la mar Càspia (oest) i el d'Aral (est).

L'altiplà d'Ustiurt, Ust-Urt o Ustyurt és a l'Àsia central en els estats de l'Uzbekistan, Turkmenistan i Kazakhstan. Té una superfície d'uns 200.000 km². Està limitat pel mar d'Aral per l'est i per l'oest pel Caspi. El clima de la regió és àrid, de fet és un desert. Tradicionalment la població humana de la zona és seminòmada i s'ha dedicat a la ramaderia (cabres, ovelles i camells principalment).